# Mario Vanarelli
Mario Vanarelli fue un escenógrafo que nació en Buenos Aires, Argentina el 21 de octubre de 1917 y falleció en la misma ciudad el 6 de julio de 2005 luego de una extensa carrera profesional.
Rector y profesor de Escenografía en la Escuela Superior de Bellas Artes de la Nación Ernesto de la Cárcova de Buenos Aires y profesor de Escenografía en la Universidad de La Plata. 
Recibió el Premio Martín Fierro al mejor escenógrafo en 1959 y el Premio Konex en 1982.

## Filmografía
Actor
- El tambor de Tacuarí   (1948)  …Manuel Belgrano

Escenógrafo
- Argentinísima   (1971)
- Kuma Ching   (1969)
- El gran robo   (1968)
- Cuando los hombres hablan de mujeres   (1967)
- Las locas del conventillo (María y la otra)   (1966)
- Viaje de una noche de verano   (1965)
- Con gusto a rabia   (1964)
- Buenas noches, Buenos Aires   (1964)
- La calesita   (1963)
- Paula cautiva   (1963)
- Huis Clos (A puerta cerrada)   (1962)
- Mi Buenos Aires querido   (1961)
- Yo quiero vivir contigo   (1960)
- La patota   (1960)
- Obras maestras del terror   (1960)
- Sábado a la noche, cine   (1960)
- El candidato   (1959)
- He nacido en Buenos Aires   (1959)
- La morocha   (1958)
- El jefe   (1958)
- Todo sea para bien   (1957)
- Una viuda difícil   (1957)
- Los tallos amargos   (1956)
- La pícara soñadora   (1956)
- El satélite chiflado   (1956)
- Marta Ferrari   (1956)
- Sangre y acero   (1956)
- Catita es una dama (1956)
- Después del silencio   (1956)
- Un novio para Laura   (1955)
- Bacará (1955)
- Requiebro   (1955)
- Ayer fue primavera   (1955)
- Pájaros de cristal   (1955)
- Los peores del barrio   (1955)
- El hombre que debía una muerte   (1955)
- El amor nunca muere   (1955)
- Mercado de abasto   (1955)
- Un hombre cualquiera   (1954)
- El grito sagrado   (1954)
- El calavera   (1954)
- Mujeres casadas   (1954)
- La voz de mi ciudad   (1953)
- Del otro lado del puente   (1953)
- Ellos nos hicieron así   (1953)
- Dock Sud   (1953)
- La patrulla chiflada   (1952)
- La bestia debe morir   (1952)
- Mi mujer está loca   (1952)
- Fantasmas asustados   (1951)
- Vivir un instante   (1951)
- Pasó en mi barrio   (1951)
- El heroico Bonifacio   (1951)
- El pendiente   (1951)
- Romance en tres noches   (1950)
- La doctora Castañuelas   (1950)
- Esposa último modelo   (1950)
- Cinco grandes y una chica   (1950)
- La campana nueva   (1950)
- Arrabalera   (1950)
- Edición Extra   (1949)
- La historia del tango   (1949)
- De hombre a hombre   (1949)
- Esperanza   (1949)
- Al marido hay que seguirlo   (1948)
- Mis cinco hijos   (1948)
- Allá en el setenta y tantos...    (1945)
- Dos ángeles y un pecador   (1945)

Dirección de arte
- Esperanza   (1949)

Vestuario
- Martín el gaucho o Way of a Gaucho (Estados Unidos) (1952)
- Esperanza   (1949)
- María de los Ángeles   (1948)

Diseñador de Producción en televisión
- La mano (1960)